# ICIUM

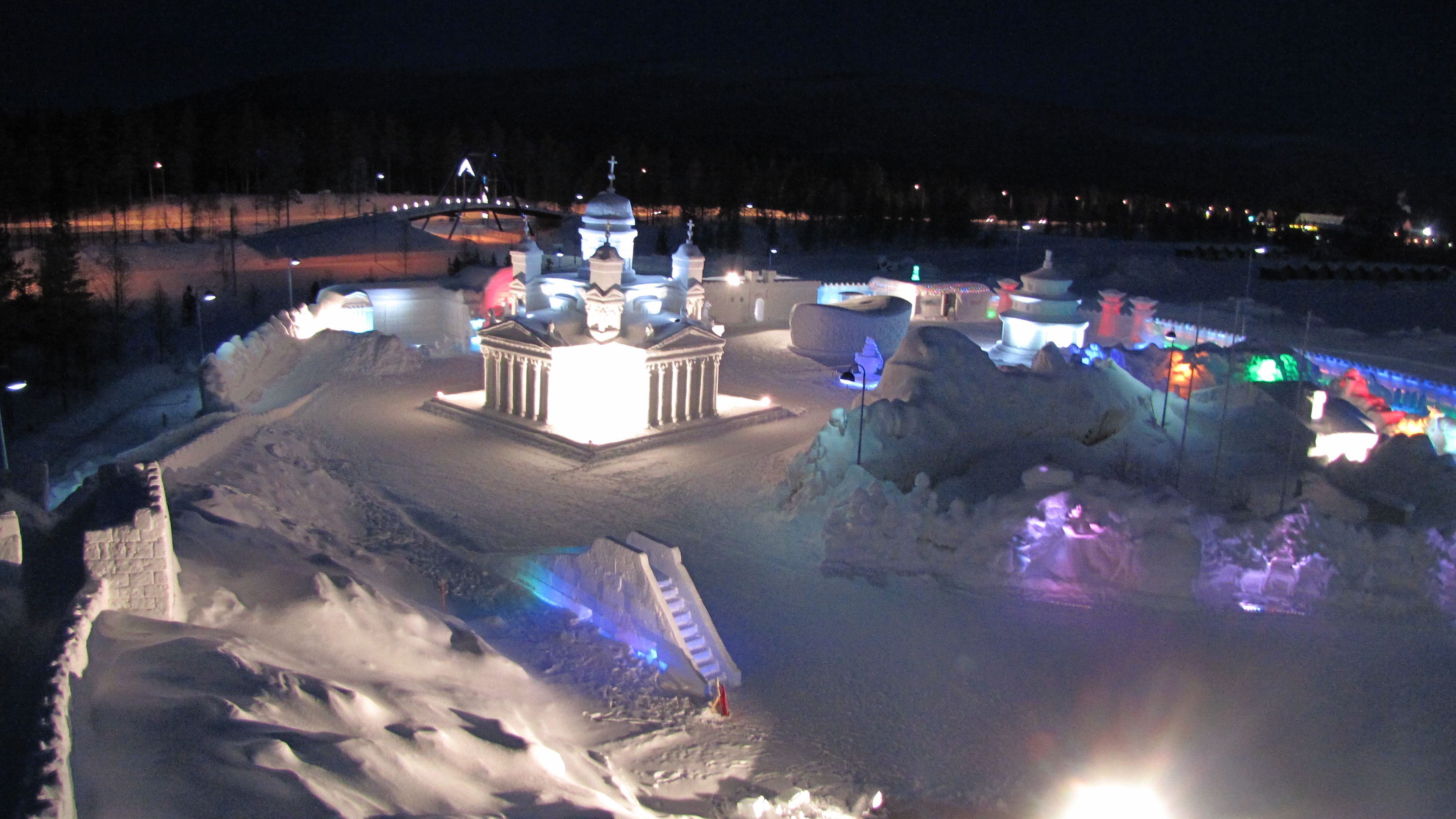
Het zicht vanaf de Chinese Muur-glijbaan naar de Katherdraal van Helsinki, in het ICIUM in Levi, 2010-2011

ICIUM Wonderworld of Ice is een jaarlijks winterpark gemaakt van sneeuw en ijs. Het ijspark bevindt zich in de Finse stad Levi en opende zijn deuren op 18 december 2010. Het park, met een oppervlakte van ongeveer 1 hectare, toont talloze sneeuw- en ijssculpturen.

## Bouw

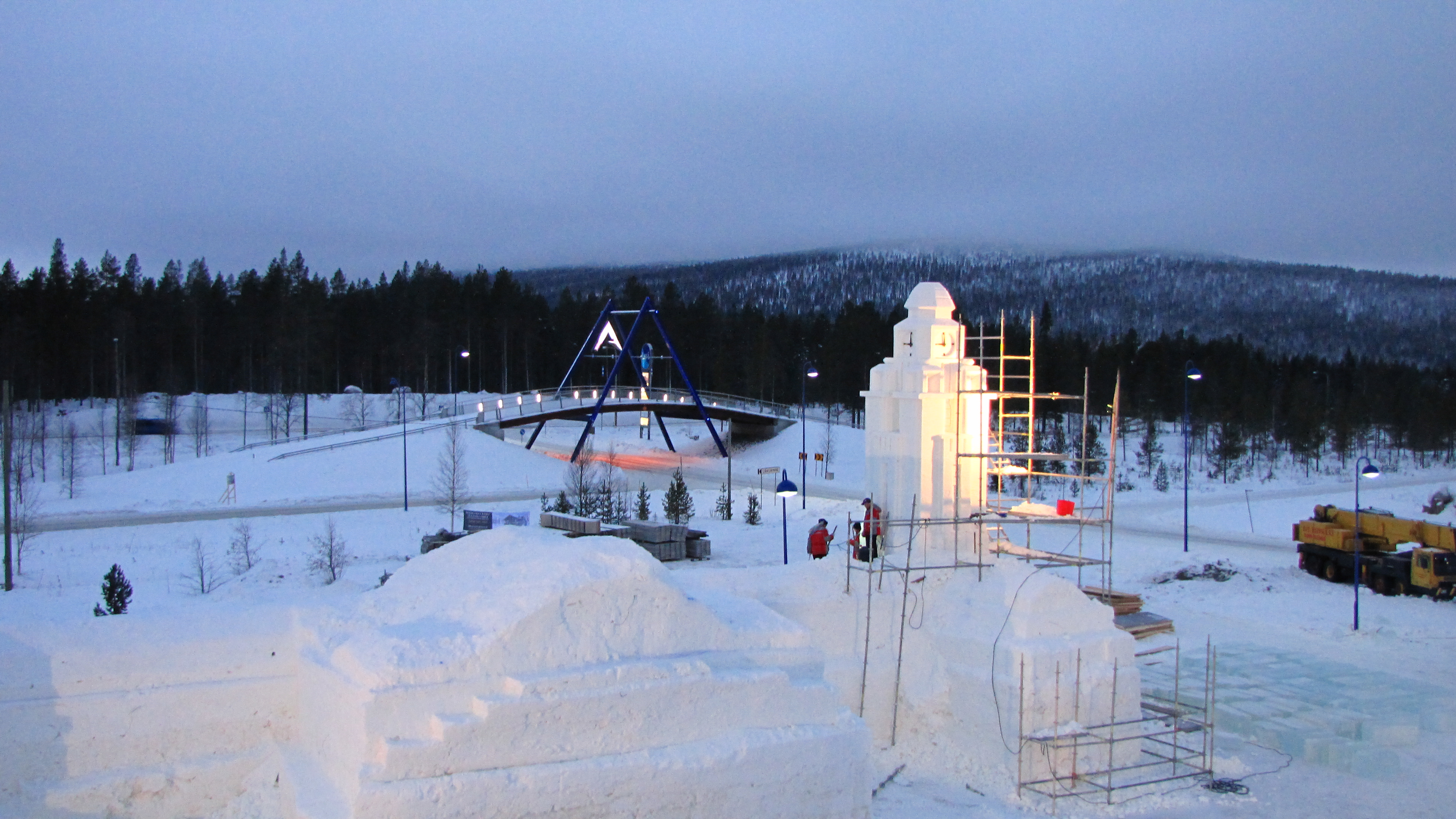
De bouw van het Centraal Station van Helsinki, in december 2010

Het ICIUM wordt gebouwd door Chinese ijskunstenaars uit Harbin, waar sinds 1963 het Harbin International Ice and Snow Sculpture Festival plaatsvindt.
Voor de bouw van het park in 2010 werd er zo'n 10.000 kubieke meter sneeuw gebruikt. Ook haalden de kunstenaars meer dan 600 kubieke meter ijs uit de Ounasjoki-rivier, waar de ijssculpturen van gemaakt werden.

## IJssculpturen in ICIUM

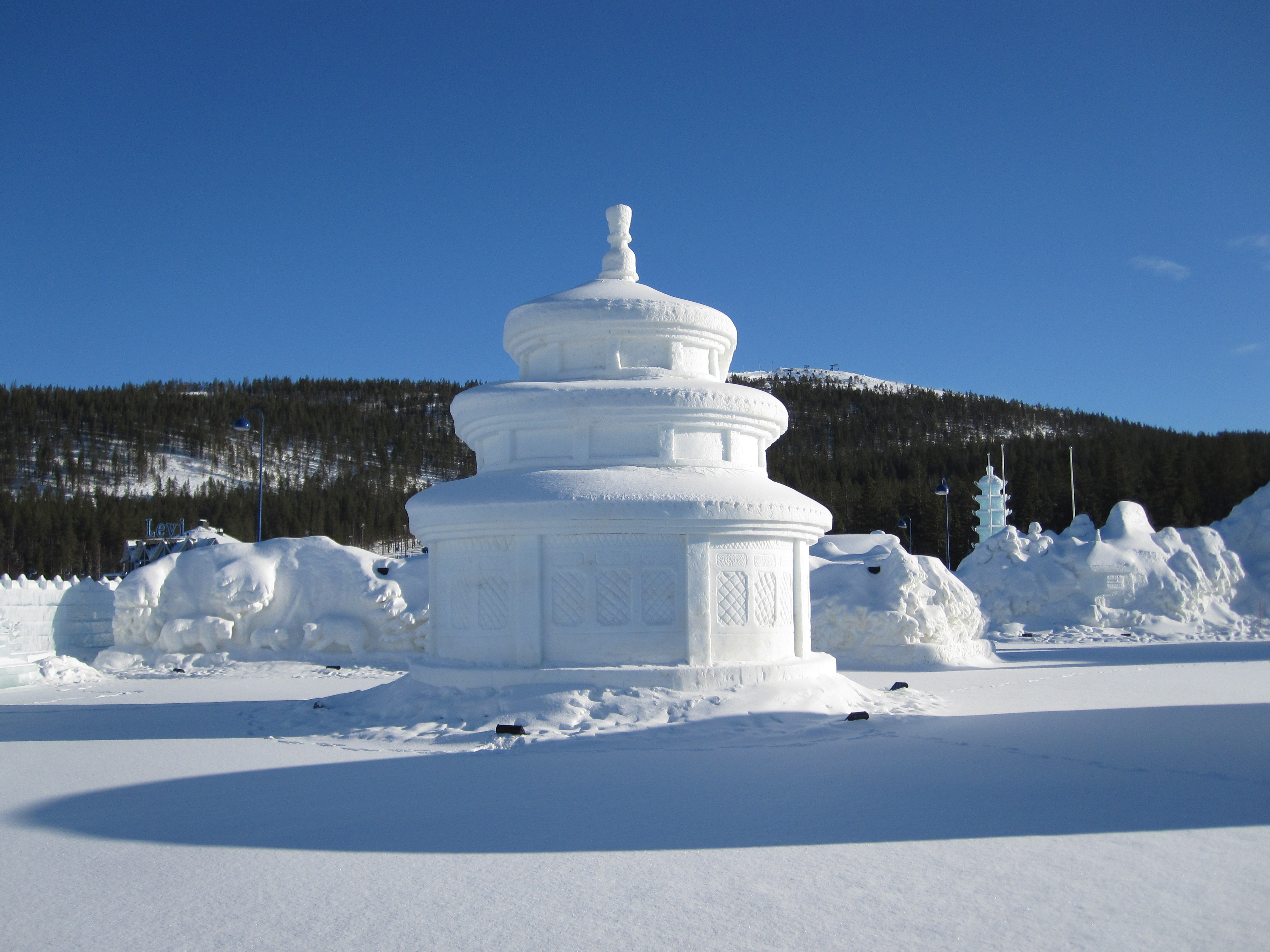
Tempel van de Hemel

In 2010 waren de grootste attracties:
- Chinese Muur. Glijbaan. (Deze was zo'n 15 meter hoog en 80 meter lang. Om de glijbaan te bouwen, werd er ruim 5000 kubieke meter sneeuw gebruikt.)
- Kathedraal van Helsinki. (Met haar 15 meter was de kathedraal tezamen met de Muur het hoogste sculptuur van het park.)
- Het treinstation van Helsinki.
- Pagode. (Deze ijssculptuur was ruim 15 meter hoog en daarmee de hoogste van het park.)
- Tempel van de Hemel.
- Nationaal Stadion van Peking.
- Terracottaleger.

## Chinese folkartiesten
In een klein winkeltje in het park worden kunstvoorwerpen verkocht. Deze zijn gemaakt door (folk)artiesten uit Peking. Zo doen zij bijvoorbeeld aan het weven van stro, het beschilderen van flessen en het beeldhouwen met deeg.

## ICIUM-mascotte
De mascotte van het ICIUM is Mingming, een babypanda uit het Bamboe Sprookjesland. In zijn eerste avontuur probeert Mingming met hulp van zijn opa Rendier Niila, babyrendier Nina en de Kerstman zijn huis te redden, dat wordt aangevallen door een kwade draak.